# Bitwa pod Eupatorią
Bitwa pod Eupatorią – starcie zbrojne, które miało miejsce 17 lutego 1855 roku między wojskami tureckimi i rosyjskimi w trakcie wojny krymskiej.

## Przyczyny bitwy
Chcąc uniemożliwić desant dwóch dywizji francuskich i jednocześnie wyeliminować zagrożenie dla własnych linii komunikacyjnych, książę Mienszykow zlecił opracowanie planu odbicia Eupatorii. Zwolennikiem operacji był car Mikołaj I, który chciał umocnić prestiż Rosji.

## Przygotowania do bitwy

### Armia rosyjska
Z danych wywiadowczych wynikało, że garnizon Eupatorii stanowią w 90% żołnierze tureccy. Rosjanie liczyli, że będą łatwiejszym do pokonania przeciwnikiem niż oddziały brytyjskie i francuskie.
Do szturmu wyznaczono dywizję piechoty pod dowództwem generała Stiepana Chrulowa. Dodatkową ochronę miała stanowić brygada kawalerii generała Bobylewa. Całość wspierało ponad 100 dział artylerii.  

### Armia sprzymierzona
Garnizon stanowili Turcy wspierani przez słabe liczebnie oddziały brytyjskiej piechoty morskiej. Pod dowództwem francuskich inżynierów Turcy wznieśli wokół portu umocnienia polowe. Obrońcy Eupatorii mieli do dyspozycji około 40 dział. W razie potrzeby mogli liczyć na wsparcie artylerii brytyjskich i francuskich okrętów.

## Przebieg bitwy
Natarcie Chrulowa rozpoczęło się o godzinie 5:00 rano 17 lutego 1855 roku kanonadą artyleryjską. Pod jej osłoną generał stopniowo rozwijał swoje oddziały. Siły sprzymierzonych odpowiedziały ogniem własnej artylerii z okrętów.
Rosjanie kryjąc się za cmentarzem i kamieniołomem zbliżyli się do tureckich pozycji na odległość 100 metrów. Nie zdołali podejść bliżej ze względu na ostrzał z muszkietów nieprzyjaciela. Turcy próbowali kontratakować wysuniętą kolumnę rosyjską, jednak Bobylew powstrzymał ich pułkiem ułanów i kartaczami konnej baterii. Przed południem rozpoczął się decydujący atak Rosjan. Do szturmu ruszyły dwa bataliony azowskiego pułku piechoty i batalion greckich ochotników. Atak został odparty.
Chrulow doszedł do wniosku, że dalsze szturmowanie miasta poniosłoby za sobą zbyt duże straty w ludziach i nakazał odwrót. W jego czasie turecka kawaleria zaatakowała rosyjskie oddziały, jednak została odparta.